# John Stoughton
John Stoughton, född den 18 november 1807 i Norwich, död den 24 oktober 1897 i Ealing, var en engelsk kyrkohistoriker.
Stoughton blev 1843 pastor i Kensington samt 1874 professor i kyrkohistoria och homiletik vid New College i Hampstead. Han var kongregationalist. Av hans många arbeten kan nämnas Ecclesiastical history of England (5 delar, 1867—1874; ny utvidgad upplaga under titeln Religion in England et cetera, 8 delar, 1881–1884), Religion in England from Queen Anne to 1880 (4 band, 1876–1884) och Our English Bible; its translations and translators (1878).